# Mochy
Mochy (deutsch: Mauche) ist eine polnische Ortschaft in der Gemeinde Przemęt im Landkreis Wolsztyński in der Woiwodschaft Großpolen im mittleren Westen von Polen.
Sie liegt etwa 14 Kilometer südlich von Wolsztyn und 68 Kilometer südwestlich von Poznań. 

## Geschichte
Der Ort wurde das erste Mal 1210 in einem Dokument von Władysław Odonic erwähnt.
Laut der Volkszählung im Jahre 1837 hatte das Dorf 92 Wohnhäuser mit insgesamt 747 Einwohnern.
In der Zwischenkriegszeit war in Mochy eine Grenzschutzstelle.